# Campeonato Panamericano de Balonmano Femenino de 1997
El IV Campeonato Panamericano de Balonmano Femenino de 1997  se disputó en Pocos de Caldas, Brasil entre el 29 de abril y el 4 de mayo de 1997 bajo la organización de la Federación Panamericana de Handball El torneo entregó 3 plazas para el Campeonato Mundial de balonmano Femenino de Alemania 1997

## Primera fase
– Clasificados a la final.
     – Clasificados al partido por el tercer puesto
| Equipo     | PTS | J | G | E | P | GF  | GC  | DG   |
| ---------- | --- | - | - | - | - | --- | --- | ---- |
| Brasil     | 10  | 5 | 5 | 0 | 0 | 158 | 48  | +110 |
| Canadá     | 8   | 5 | 4 | 0 | 1 | 109 | 62  | +47  |
| Uruguay    | 6   | 5 | 3 | 0 | 2 | 103 | 81  | +22  |
| Argentina  | 4   | 5 | 2 | 0 | 3 | 71  | 81  | -10  |
| Costa Rica | 1   | 5 | 0 | 1 | 4 | 62  | 144 | -82  |
| México     | 1   | 5 | 0 | 1 | 4 | 57  | 144 | -87  |

### Resultados
| Fecha      | Hora  | Partido³   | Partido³ | Partido³   | Resultado |
| ---------- | ----- | ---------- | -------- | ---------- | --------- |
| 29.04.1997 | 16:00 | Canadá     | -        | Costa Rica | 32-09     |
| 29.04.1997 | 18:30 | Uruguay    | -        | Argentina  | 12-10     |
| 29.04.1997 | 21:00 | Brasil     | -        | México     | 43-08     |
| 30.04.1997 | 15:00 | Uruguay    | -        | Costa Rica | 33-16     |
| 30.04.1997 | 17:00 | Canadá     | -        | México     | 27-10     |
| 30.04.1997 | 19:00 | Brasil     | -        | Argentina  | 25-07     |
| 1.05.1997  | 15:00 | Argentina  | -        | México     | 21-12     |
| 1.05.1997  | 17:00 | Canadá     | -        | Uruguay    | 18-09     |
| 1.05.1997  | 19:00 | Brasil     | -        | Costa Rica | 40-05     |
| 2.05.1997  | 15:00 | Uruguay    | -        | México     | 35-09     |
| 2.05.1997  | 19:00 | Brasil     | -        | Canadá     | 22-14     |
| 2.05.1997  | 15:00 | Argentina  | -        | Costa Rica | 21-14     |
| 3.05.1997  | 15:00 | Costa Rica | -        | México     | 18-18     |
| 3.05.1997  | 19:00 | Canadá     | -        | Argentina  | 18-12     |
| 3.05.1997  | 15:00 | Brasil     | -        | Uruguay    | 28-14     |

## Fase final

### 3º/4º puesto
| Fecha     | Hora² | Partido¹ | Partido¹ | Partido¹  | Resultado |
| --------- | ----- | -------- | -------- | --------- | --------- |
| 4.05.1997 | 15:00 | Uruguay  | -        | Argentina | 19-14     |

### Final
| Fecha     | Hora² | Partido¹ | Partido¹ | Partido¹ | Resultado |
| --------- | ----- | -------- | -------- | -------- | --------- |
| 4.05.1997 | 15:00 | Brasil   | -        | Canadá   | 21-17     |

| Brasil           |
| Campeón          |
| Brasil 1° título |

### Clasificación general
| 1. Brasil     |
| 2. Canadá     |
| 3. Uruguay    |
| 4. Argentina  |
| 5. Costa Rica |
| 6. México     |

## Clasificados al Mundial 1997
| Bandera de Brasil | Bandera de Canadá | Bandera de Uruguay |
| Brasil            | Canada            | Uruguay            |
| ----------------- | ----------------- | ------------------ |